# لي فرايدلاندر
لي فرايدلاندر (بالإنجليزية: Lee Friedlander)‏ هو أستاذ جامعي ومصور أمريكي، ولد في 14 يوليو 1934 في أبردين في الولايات المتحدة.

## وصلات خارجية
- لي فرايدلاندر على موقع الموسوعة البريطانية (الإنجليزية)
- لي فرايدلاندر على موقع مونزينجر (الألمانية)
- لي فرايدلاندر على موقع ميوزك برينز (الإنجليزية)
- لي فرايدلاندر على موقع ديسكوغز (الإنجليزية)